# Gänsebachtalbrücke
Die  Gänsebachtalbrücke  ist eine zweigleisige Eisenbahnüberführung der Neubaustrecke Erfurt–Leipzig/Halle. Das 1001 m lange Bauwerk ist als Rahmenbrücke ohne Lager ausgebildet.
Die Gänsebachtalbrücke wurde mit dem undotierten Deutschen Brückenbaupreis 2014 in der Kategorie „Straßen- und Eisenbahnbrücken“ ausgezeichnet, da gemäß Juryurteil „eine sehr leichte Konstruktion realisiert wurde, die sich harmonisch in das Umfeld einfügt und den Blick von und zur naheliegenden Ortschaft freilässt“. Die Brücke besteche laut Jury durch ihren „ästhetischen Stützenrhythmus“. Mit der getrennten Bearbeitung von Quer- und Längssteifigkeit werde „ein wegweisender Konstruktionsgedanke konsequent umgesetzt“.

## Verlauf
Die Brücke liegt zwischen den Strecken-Kilometern 222,893 und 223,894. Sie überspannt nördlich der Gemeinde Buttstädt, knapp 20 km nordöstlich von Weimar, die flache Niederung des Gänsebachs, die Straße in Richtung Hardisleben sowie die Straße in Richtung Mannstedt in bis zu 25 m Höhe.

## Planung
Mitte der 1990er Jahre war eine Länge von 1055 m für das Bauwerk geplant gewesen. Durchsichtige Schallschutzwände sollten zu einem „grazilen Erscheinungsbild“ beitragen. Nach dem Planungsstand von Juni 1994 wurde das Bauwerk mit Kosten von 40 Millionen D-Mark netto kalkuliert. Nach dem Planungsstand von Mitte 1995 sollte das 1056 m lange Bauwerk zwischen den Baukilometern 31,78 und 32,79 liegen.
Ausgeschrieben wurde 2008 nach einem Entwurf von 1995 eine 1012 m lange Hohlkastenbrücke aus Spannbeton. Der Brückenüberbau sollte als eine Kette von zwei Durchlaufträgern mit acht und sieben Feldern ausgeführt werden. Bei einer konstanten Konstruktionshöhe von 3,6 m bzw. einer Bauhöhe von 4,52 m war als Regelstützweite 44 m vorgesehen. Die Querschnittsform sollte ein einzelliger in Längsrichtung vorgespannter Stahlbetonhohlkasten mit geneigten Stegen sein mit einer zusätzlich in Querrichtung vorgespannten Fahrbahnplatte.
Das Bauwerk liegt im Planfeststellungsabschnitt 1.3 der Neubaustrecke.
Auf Anregung des Brückenbeirats der Deutschen Bahn wurde der Entwurf durch das Büro Jörg Schlaich überarbeitet. Nach einer Überarbeitung des Brückenentwurfes im Jahr 2008 durch einen Fachausschuss der Deutschen Bahn kam ein Sondervorschlag des bauausführenden Unternehmens zum Zuge. Der Betreiber erhofft sich dadurch sowohl Kostenvorteile im Bau und in der Instandhaltung als auch eine Verbesserung des ästhetischen Wirkung.
Der neue ausgeführte Entwurf weist eine 1001 m lange vorgespannte zweistegige Plattenbalkenbrücke als Überbau auf. Die ursprünglich geplanten mindestens 2,7 m breiten Pfeiler mit einem Hohlkastenquerschnitt wurden durch Rundstützenpaare mit einem Vollquerschnitt und Durchmessern von 1,1 m (0,95 m vor den Bauwerksfugen) ersetzt, die monolithisch mit dem Überbau verbunden und in Abständen von maximal 24,75 m angeordnet sind. Dadurch konnte die Konstruktionshöhe auf 2,08 m und die Bauhöhe auf 3,0 m reduziert werden. In Längsrichtung besteht die Brücke aus zehn Abschnitten, die durch Fugen getrennt sind. Sie besitzen Längen von 52,5 m an den beiden Brückenenden und 112 m bei den acht dazwischen liegenden Segmenten. Ein mittlerer Abschnitt besteht aus zwei Kragarmen an den Enden mit Längen von 1,5 m und fünf dazwischen angeordneten Feldern mit Stützweiten von 2 × 24,75 m, 10,00 m und 2 × 24,75 m. Die Abtragung der Horizontalkräfte in Brückenlängsrichtung, beispielsweise der Bremskräfte, geschieht in einem Brückenabschnitt über zwei Bremsböcke in Abschnittsmitte. Diese bestehen aus einem Stützenpaar, das einen Achsabstand von 10,0 m aufweist und mit aufgelösten Scheiben als Betonrahmen ausgebildet ist. Lager, Fahrbahnübergänge und Schienenauszüge sind nicht vorhanden.
Das Bauwerk ist eine von fünf Bauwerken in semi-integraler Bauweise im Projekt.

## Bau

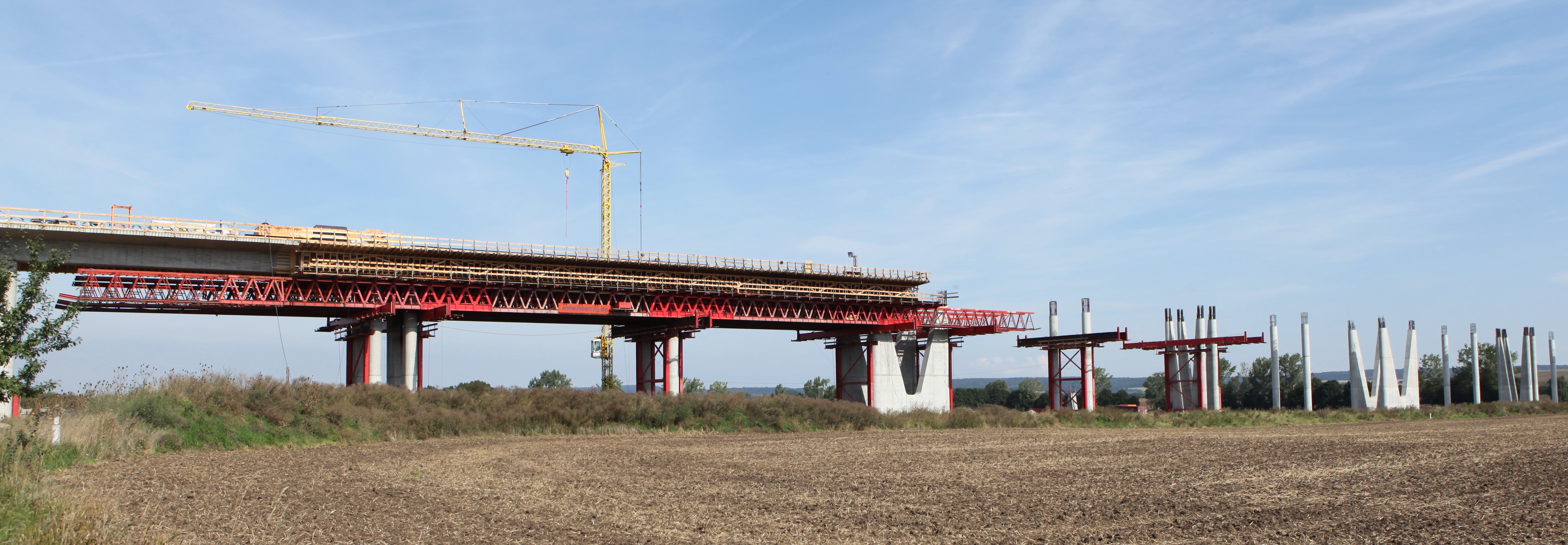
Bauzustand September 2010

Der Beginn der Bauarbeiten war im Januar 2009 und die Fertigstellung war für Dezember 2011 geplant.
Im August 2009 begannen die Bohrpfahlarbeiten. Die Pfähle mit 1,2 m Durchmesser weisen eine Länge von 10 bis 18 m auf. Der Überbau wurde mit Hilfe eines Vorschubgerüstes hergestellt. Den Bau der Brücke übernahm die Adam Hörnig Baugesellschaft.
Am 16. August 2011 wurde der letzte, 55 m lange Überbauabschnitt mit 550 Kubikmetern Beton betoniert.

## Bauzustände

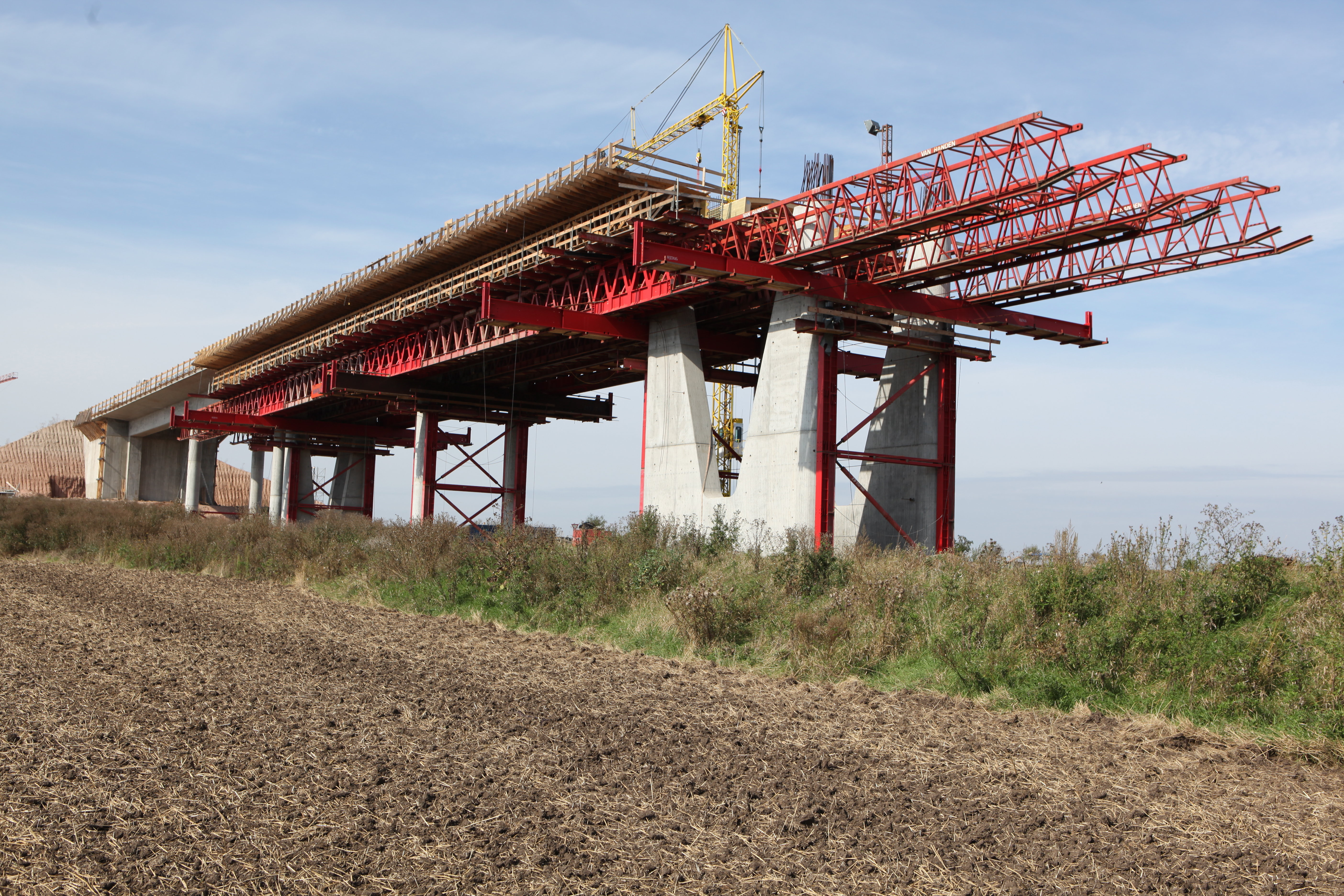
Vorschubrüstung
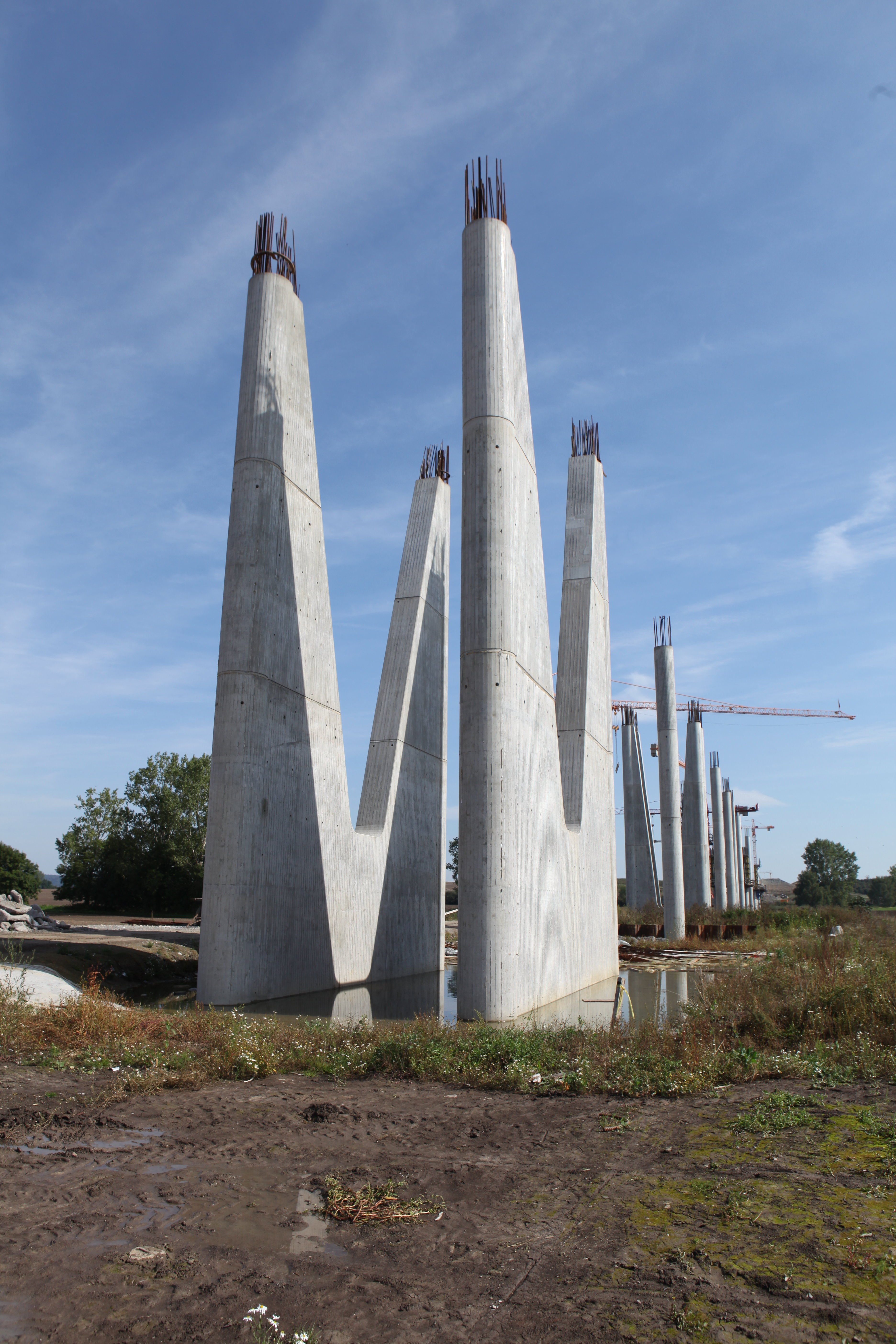
Bremsbockpfeiler
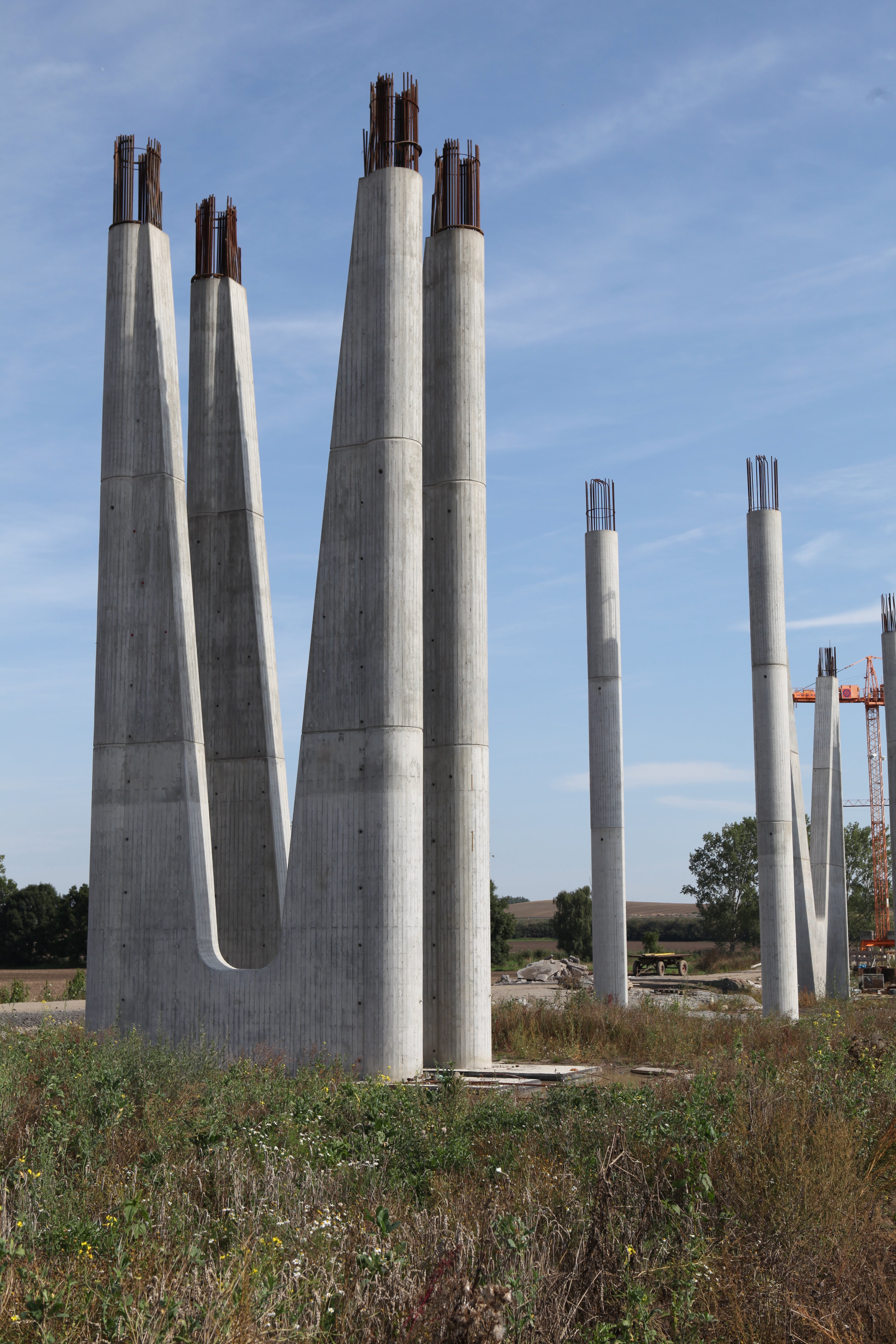
Querrahmen an der Dehnfuge
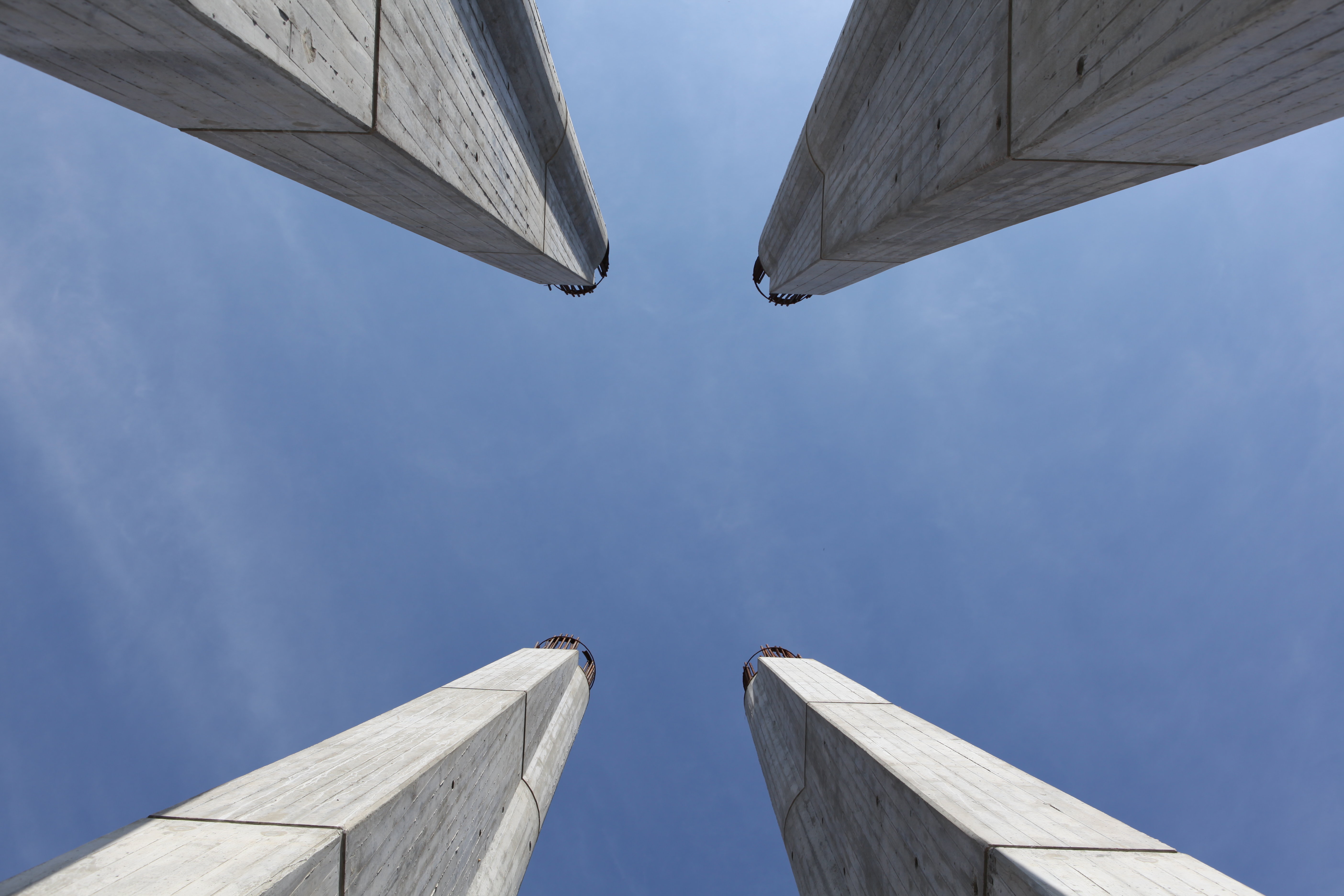
Pfeilergruppe an der Dehnfuge
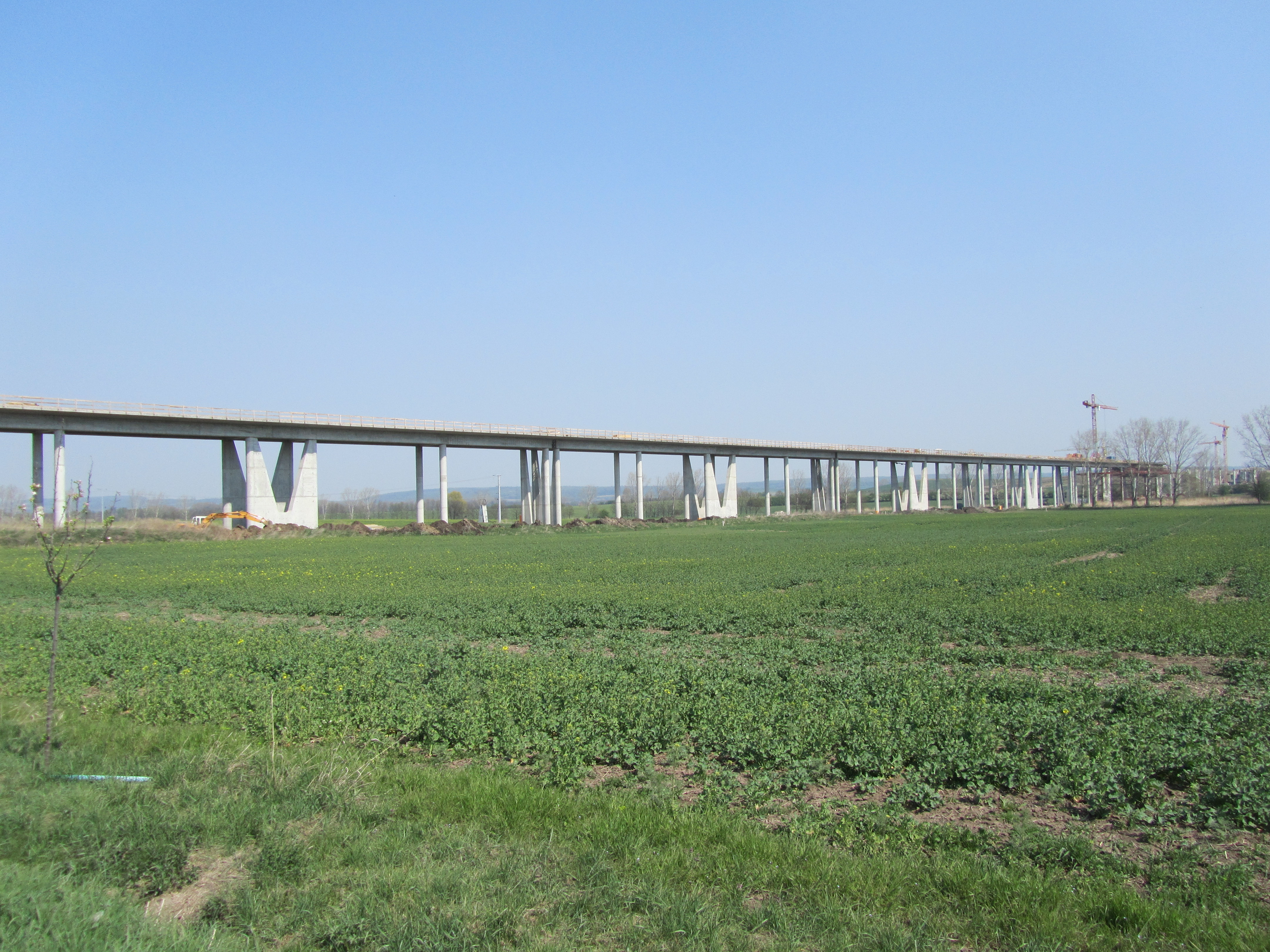
April 2011